# Yannick Salem
Yannick Salem-Louniangou (* 29. März 1983 in Amiens) ist ein französisch-kongolesischer Fußballspieler.

## Karriere
Der Stürmer wuchs in der Jugend von LB Châteauroux auf und wechselte im Alter von 18 Jahren zur Reservemannschaft von US Créteil. Nach verschiedenen Vereinsstationen in Frankreich und den Niederlanden spielte Salem in der Saison 2008/09 für den belgischen Zweitligisten KSK Beveren. Im Herbst 2009 wurde er dann für die kongolesische A-Nationalmannschaft nominiert und absolvierte dort zwei Testspiele. Im gleichen Jahr nahm er außerdem ein Angebot aus Deutschland an und ging zum Regionalligisten Eintracht Trier. Yannick Salem erhielt einen Zweijahresvertrag, wechselte jedoch bereits zur Saison 2010/11 nach England zu Stockport County. Die Spielzeit 2011/12 verbrachte er in Rumänien bei CS Concordia Chiajna. Im Januar 2013 wurde der Stürmer vom abstiegsbedrohten Oberligisten 1. FC Wülfrath verpflichtet. Trotz seiner neun Tore in der Rückrunde stieg der Verein in die Landesliga ab und Salem wechselte wieder nach Rumänien zu FCM Târgu Mureș in die zweite Liga. Im August kehrte der Angreifer nach Deutschland zurück und schloss sich dem Oberligisten TuRU Düsseldorf an. Von 30. Juni 2015 bis zum 2. Mai 2017 war Salem vereinslos und schloss sich dann dem Rather SV an. In den letzten drei Saisonspielen gelangten ihm sofort drei Tore. Zur neuen Saison 2017/18 kehrte er zu seinem früheren Verein TuRU Düsseldorf zurück, für dessen Reserve er in der Kreisliga spielte. Dort war er bis zum Sommer 2022 aktiv und erzielte in 94 Ligaspielen ganze 85 Treffer.